# Фркуљевец Першавески
Фркуљевец Першавески је насељено место у општини Маче, Крапинско-загорска жупанија, Хрватска.

## Историја
До територијалне реорганизације у Хрватској био је у саставу старе општине Златар-Бистрица.

## Становништво
У попису становништва из 2011. године, Фркуљевец Першавески је имао 54 становника.
| Број становника према пописима | Број становника према пописима | Број становника према пописима | Број становника према пописима | Број становника према пописима | Број становника према пописима | Број становника према пописима | Број становника према пописима | Број становника према пописима | Број становника према пописима | Број становника према пописима | Број становника према пописима | Број становника према пописима | Број становника према пописима | Број становника према пописима | Број становника према пописима |
| ------------------------------ | ------------------------------ | ------------------------------ | ------------------------------ | ------------------------------ | ------------------------------ | ------------------------------ | ------------------------------ | ------------------------------ | ------------------------------ | ------------------------------ | ------------------------------ | ------------------------------ | ------------------------------ | ------------------------------ | ------------------------------ |
| 1857                           | 1869                           | 1880                           | 1890                           | 1900                           | 1910                           | 1921                           | 1931                           | 1948                           | 1953                           | 1961                           | 1971                           | 1981                           | 1991                           | 2001                           | 2011                           |
| 0                              | 64                             | 75                             | 95                             | 129                            | 140                            | 127                            | 106                            | 97                             | 82                             | 93                             | 81                             | 74                             | 60                             | 56                             | 54                             |

Напомена: Године 1857. подаци су садржани у насељу Першавес. До 1981. исказивано под именом Феркуљевец Першавешки, а затим до 2021. под именом Фркуљевец Першавешки.